# Blabia rendira
Blabia rendira là một loài bọ cánh cứng trong họ Cerambycidae.